# 囲んで消して ワクグミの時間
『囲んで消して ワクグミの時間』（かこんでけして ワクグミのじかん、欧州タイトル：Wakugumi: Monochrome Puzzle）は、ミッチェルが開発、2009年4月1日に任天堂が発売したニンテンドーDSiウェアである。

## 概要
フィールド一面に並べられた白と黒の2色のピース。プレイヤーは、白のピースで囲みを作って黒のピースを、黒のピースで囲みをつくって白のピースを消してゆく。どこを、またどちらの色で囲んでピースを消すのかを、素早く的確に判断してゆくことがゲームの要。

## 遊び方
ピースの消し方には、ピースをタッチペンでスライドして囲みを作るか、すでに囲みができているところを見つけ、囲んでいるピースをタッチする方法の2通りある。また、囲みが完成して消えかかっている時に、その囲みの一部を使用して新しい囲みを作ることをコンボと呼ぶ。

## ゲームモード

### ピースアタック
制限時間内でどれだけ多くのピースを消せたかを競うモード。ハイスコアを出すと新たな難易度で遊ぶことができる。完成した特殊な消し方でテクニカルボーナスを発生させることにより、持ち時間を延ばし、スコアアップを狙うことができる。テクニカルボーナスは全部で9種類あるが、難易度によって発生するボーナスは異なる。
テクニカルボーナスの一覧
スプリット
完成した囲みが消えている時に、その囲みと接していない場所で別の囲みを作ると発生。
カルテット
4つの囲みで同時に囲みを作ると発生。なお、複数の囲みを同時に作ることを同時囲みと呼ぶ。
コンボ10
10コンボを達成すると発生。
ワンステップ5
ピースを1つスライドさせる、もしくは1回タッチするだけで、囲みを作るワンステップ囲みを、5回連続で行なうと発生。
ピュア
黒白どちらかの色のみがフィールドに残るようにすると発生。
フィールド
フィールドの全てのマスで、ピースの消去が1回以上行なわれると発生。画面上部にある「Fカクニン」でどのマスで消去が行なれていないかを確認することができる。
ビッグ40
合計40個以上のピースを囲んで消去すると発生。
タイムストップ5
5回連続で、タイムゲージ減少を一時停止することのできるボーナスを出すと発生。タイムゲージ停止中に5種類のボーナスを発生させる必要がある。
ゼロ
フィールドの上のすべてのピースが消滅した状態にすると発生。

### タイムアタック
コースの一番下にあるゴールエリアを目指し、コース上のピースを消してゆくモード。早くゴールできるようになる「ボーナスライン」や、左右に画面全体のピースを動かす「ピース寄せ」を駆使して最速タイムを狙う。またコースによっては、ピースを消すと出現する「カギピース」がないとそれ以上先に進めない「カギアナピース」が存在する。

### トレーニング
チュートリアル
- 基本の遊び方をいつでも確認できる。

ステップアップ
- さまざまな課題に挑戦できる。クリア後、クリアに要した時間や、総スライド数などから上達レベルが判定される。